# Coccophagus desantisi
Coccophagus desantisi är en stekelart som först beskrevs av Fidalgo 1981.  Coccophagus desantisi ingår i släktet Coccophagus och familjen växtlussteklar. Inga underarter finns listade i Catalogue of Life.